# Hassan Azzun
Hassan Azzun (Hassane Azzoun, ar. حسان عزون; ur. 28 września 1979) – algierski judoka. Olimpijczyk z Pekinu 2008, gdzie zajął trzynaste miejsce w wadze półciężkiej.
Uczestnik mistrzostw świata w 2007 i 2010. Startował w Pucharze Świata w 2010 i 2011. Brązowy medalista igrzysk afrykańskich w 2007. Sześciokrotny medalista mistrzostw Afryki w latach 2004 - 2010.

## Letnie Igrzyska Olimpijskie 2008
| Konkurencja | Eliminacje               | Repasaże                 | Klas. końcowa |
| Konkurencja | Przeciwnik I             | Przeciwnik I             | Miejsce       |
| ----------- | ------------------------ | ------------------------ | ------------- |
| 100 kg      | Mövlud Mirəliyev (AZE) P | Lewan Żorżoliani (GEO) P | 13.           |